# 縱火

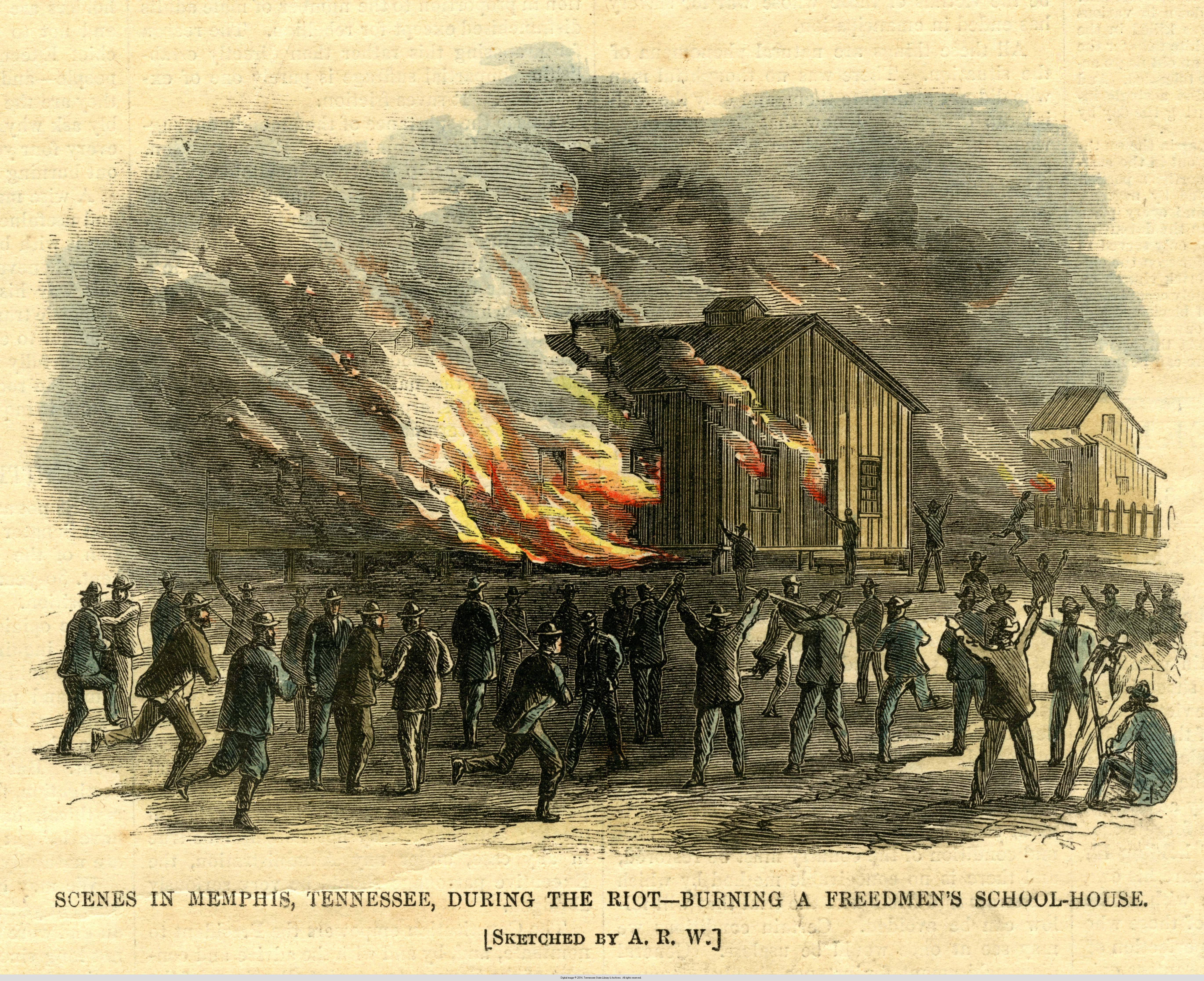
1866年美國1866年曼菲斯內亂的縱火場景

縱火（英語：Arson）是一項犯罪，指蓄意焚燒建筑物、車輛、財物或山林等自然物的行為，有时直接蓄意点燃人体也属于纵火。縱火有別於自燃、意外火災和閃電等然現象引起的山火。

## 原因动机

### 行為失常
所有由于肇事者行为偏离正常人行为原则造成的纵火都归入此类。
至于肇事者与火灾中被损毁的物品的关系，在此归类项中并没有明确被指出。可以推测的是，肇事者与火灾中被焚毁的物品或其所有者有密切关系。
在另外一些情况中，肇事者与被损毁物品之间的关系不能被确定（例如放火癖）。但肇事者普遍会考虑如何减少罪行被发现的可能，纵火的机会和火灾造成的群众效应。

### 掩蓋其他犯罪
大部分的纵火是为了掩盖另一项犯罪，例如对盗窃、谋杀及贪污等罪行的掩饰，消灭罪证，也有出于房地产纠纷，亦有為詐領保險金者、打压竞争对手、與人結怨等的縱火行為。

### 保護私有利益
一些人可能會為了經濟利益而蓄意縱火破壞既有的物資。例如：臺灣很多古蹟在正式被列入古蹟前就遭人反對，由於土地開發的利益之故，反對者縱火焚燒古蹟，以清出土地進行開發，成了一種很常見的破壞手段。

### 政治動機
縱火者欲对公众造成压力和恐慌，意图去改变某些已存在的事实。其中可以是政治的，社会的，种族的甚至是宗教的原因引起的。典型的例子是發生在1933年，德國柏林的国会纵火案。除了炸彈攻擊，縱火也是恐怖活動常見的方式之一。
縱火也是衝突事件中常使用的攻擊或防禦手段，在巷战或街頭暴亂中常發生燃烧垃圾桶、車輛等物，以製造路障，阻擋執法。在軍事上蓄意縱火攻擊敵人的戰術又稱火攻。

### 儿童纵火
儿童纵火不属于上述的三种归类。这是出于儿童对火焰的聲音和型態的好奇，而引致的火灾。例如拿其父母打火機玩，點著了床單等物品。

### 其他動機
農民縱火焚燒稻草。掃墓縱火焚燒雜草。

## 刑事責任
縱火行為無論出於故意或過失，都是刑法處罰的犯罪行為。故意縱火稱作「放火罪」，過失導致火災則稱為「失火罪｣。

### 中華民國
《中華民國刑法》第二編 分則 第十一章 公共危險罪
- 第173條 放（失）火燒毀現供人使用住宅或交通工具罪
- 第174條 放（失）火燒毀現非供人使用住宅或交通工具罪
- 第175條 放（失）火燒毀建築物以外之罪
- 第176條 準放（失）火罪

在臺灣，縱火屬於危害公共安全的重大犯罪，放火罪至少三年有期徒刑，最重可判無期徒刑；失火罪則處一年以下徒刑。由於涉及多數人的生命、身體及財產，《刑法》採取危險犯的方式立法；而學理上關於放火罪的爭議則是多半集中於著手時點的認定，學界有獨立燃燒說、效能喪失說、重要部分燃燒說及一部毀損說等不同的理論。

### 中華人民共和國
放火罪在中华人民共和国屬於八大罪之一，最重可判處死刑。根据《中华人民共和国刑法》第114条、第115条第1款，其定義為故意放火焚烧公私财物，危害公共安全的行为。其法定刑如下：

- 尚未造成严重后果的，处3年以上10年以下有期徒刑；
- 致人重伤、死亡或使公私财产遭受重大损失的，处10年以上有期徒刑、无期徒刑或死刑。

由于放火罪具有较大的社会危害性，所以已满14周岁不满16周岁的人犯放火罪的，也应当负刑事责任。